# Fotogramas de Plata 1981
La 32a cerimònia de lliurament dels Premis Fotogramas de Plata, corresponents a l'any 1981, lliurats per la revista espanyola especialitzada en cinema Fotogramas, va tenir lloc el 16 de març de 1982 a un cinema de Madrid. Fou presentada per Amparo Soler Leal i comptà amb la presència d'Arnold Schwarzenegger. En acabar l'entrega es va projectar en primícia Conan el bàrbar de John Milius.

## Candidatures

### Millor pel·lícula espanyola
| Pel·lícula | Director                | Resultat   |
| ---------- | ----------------------- | ---------- |
| Maravillas | Manuel Gutiérrez Aragón | Guanyadora |

### Millor pel·lícula estrangera
| pel·lícula           | Director                 | Resultat   |
| -------------------- | ------------------------ | ---------- |
| Atlantic City Fedora | Louis Malle Billy Wilder | Guanyadora |

### Millor intèrpret de cinema espanyol
| Actriu                | Pel·lícula          | Resultat   |
| --------------------- | ------------------- | ---------- |
| Fernando Fernán Gómez | Maravillas          | Candidat   |
| Lola Herrera          | Función de noche    | Candidata  |
| Luis Escobar          | Patrimonio nacional | Guanyadora |

### Millor intèrpret de cinema estranger
| Actriu         | Pel·lícula                          | Resultat   |
| -------------- | ----------------------------------- | ---------- |
| Jessica Lange  | El carter sempre truca dues vegades | Candidata  |
| Robert De Niro | Toro salvatge                       | Candidat   |
| Meryl Streep   | La dona del tinent francès          | Candidata  |
| Burt Lancaster | Atlantic City                       | Guanyadora |

### Millor intèrpret de televisió
| Intèrprete        | Sèrie de televisió | Resultat   |
| ----------------- | ------------------ | ---------- |
| Carmen Maura      | Esta noche         | Guanyadora |
| Emma Penella      | Teatro             | Candidat   |
| Antonio Ferrandis | Verano azul        | Candidat   |

### Millor intèrpret de teatre
| Intèrpret      | Muntatge                            | Resultat  |
| -------------- | ----------------------------------- | --------- |
| Concha Velasco | Yo me bajo en la próxima, ¿y usted? | Guanyador |

### Millor activitat musical
| Intèrpret         | Resultat  |
| ----------------- | --------- |
| Javier Gurruchaga | Guanyador |